# Mike Green (giocatore di football americano)
Michael Wayne Green (Ruston, 6 dicembre 1976) è un ex giocatore di football americano statunitense che ha militato nel ruolo di safety e cornerback nella National Football League (NFL).

## Carriera

### Chicago Bears
Green al college giocò a football alla Northwestern State University. Fu scelto dai Chicago Bears nel Draft NFL 2000 con l'ultima selezione assoluta, la 254ª, guadagnando così il titolo di "Mr. Irrelevant". Vi giocò fino al 2005, con una stagione da almeno 100 tackle e venendo definito "un elemento vitale della linea secondaria dei Bears."

### Seattle Seahawks
Green fu acquisito dai Seattle Seahawks nell'aprile 2006 tramite uno scambio che mandò ai Bears una scelta del sesto giro. Il 26 agosto 2006 subì una frattura a un piede che lo portò a venire inserito in lista infortunati. L'anno successivo giocò come safety e cornerback di riserva. Fu svincolato il 25 luglio 2008.

### Washington Redskins
Green firmò con i Washington Redskins il 14 ottobre 2008, prendendo il posto nel roster di Reed Doughty, inserito in lista infortunati dopo un problema alla schiena. A fine stagione i Redskins non gli rinnovarono il contratto, portandolo al ritiro.